# Чон-Токой
Чон-Токой (кирг. Чоң-Токой) — село в Таласском районе Таласской области Кыргызстана. Входит в состав Бекмолдоевского аильного округа. Код СОАТЕ — 41707 232 825 04 0.

## Население
По данным переписи 2009 года, в селе проживало 577 человек.